# Obtusipalpis pardalis
Obtusipalpis pardalis is een vlinder uit de familie van de grasmotten (Crambidae), uit de onderfamilie van de Spilomelinae. De wetenschappelijke naam van deze soort is voor het eerst voorgesteld door George Francis Hampson in een publicatie uit 1896. In deze publicatie geeft Hampson aan dat de soort is ontdekt in Delagoa Bay (Delagoabaai) in Australië. Echter de Delagoabaai (een verouderde naam voor de Maputobaai) ligt in Mozambique.
De spanwijdte bedraagt 2 centimeter.

## Verspreiding
De soort komt voor in tropisch Afrika (Liberia, Gabon, Congo-Kinshasa, Ethiopië, Kenia, Tanzania, Angola, Zambia, Mozambique, Namibië, Zimbabwe, Zuid-Afrika).

## Waardplanten
De rups leeft op Ficus sp. (Moraceae).